# Andreas Odenwald

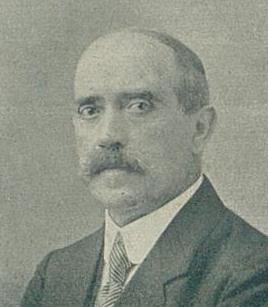
Andreas Odenwald, um 1915

Andreas Odenwald (* 3. Mai 1854 in Gölshausen; † 16. Oktober 1941 in Pforzheim) war ein badischer Unternehmer und Politiker. 

## Leben
Der im badischen Gölshausen (heute ein Stadtteil von Bretten im Landkreis Karlsruhe) geborene Fabrikant gehörte von 1908 bis 1918 als Abgeordneter dem badischen Landtag in Karlsruhe an sowie für die Deutsche Demokratische Partei (DDP) dem ersten Landtag der Republik. 
Odenwald war Mitbegründer der am 20. Februar 1891 als Aktiengesellschaft in das Handelsregister eingetragenen Allgemeinen Gold- und Silberscheideanstalt, die zur Rückgewinnung von Edelmetallen aus Produktionsabfällen ins Leben gerufen wurde. 